# Hotimir Tivadar
Hotimir Tivadar [Hótimir Tivádar], slovenski jezikoslovec in fonolog, * 12. julij 1975, Maribor. 

## Življenje in delo
Rodil se je 12. 7. 1975 v Mariboru. V vasi Lipovci, kjer je preživel večino svoje mladosti, je z odliko končal osnovno šolo Beltinci, prav tako tudi gimnazijo v Murski Soboti in se kljub opravljenemu sprejemnemu izpitu na pravni fakulteti v Ljubljani leta 1993 odločil za študij slovenščine na Filozofski fakulteti.
Tam je opravil štiri leta študija enopredmetne slovenščine in se v absolventu odpravil na enosemestrski študij na Češko (tam je bil že na poletni šoli (1994), kasneje še na praški (1999) in kamor se še vedno večinoma študijsko rad vrača). Bil je tudi na Katedri za češki jezik in književnost ter Fonetičnem inštitutu (FF UK) v Pragi, kjer je opravil instrumentalni del diplomske naloge (mentorica Ada Vidovič Muha) pod vodstvom Zdenke Palkove, ki je bila tudi somentorica pri njegovem podiplomskem študiju.
Po končani diplomi je sprejel izziv svoje mentorice in se za nedoločen čas zaposlil na Katedri za slovenski knjižni jezik in stilistiko na mestu rednega asistenta, zadolženega za fonetiko. Leta 2000 se je poročil z Andrijano, dr. farmacije. Leta 2001 sta dobila sina Ireneja, 2005 pa še Fabijana. Skupaj živijo v Ljubljani.
Hotimir Tivadar je raziskovalec na področju slovenskega jezika in jezikoslovja. Področja njegovega raziskovanja so fonetika, govor, radijski govor ter akustična fonetika. Ukvarja se z retoriko in javnim nastopanjem, pravorečjem, pravopisom, reakreditacijo študijskih programov in analizo pravorečnih slovenskih besedil. Dejaven je pri pisanju znanstveno-strokovnih člankov.

## Strokovna sodelovanja
V okviru fonetičnih raziskav sodeluje s Fonetičnim inštitutom FF UK v Pragi, s Fakulteto Nikolaja Kopernika (Torun, Poljska), s Fakulteto za elektrotehniko v
Ljubljani in z zagrebško fonetiko (Odsjek za fonetiku, dr. Damir Horga, dr. Marko Liker, dr. Gordana Varošanec Škarić). Poleg fonetičnega področja sodeluje tudi s Centrom za slovenščino kot drugi/tuji jezik, na SSJLK (fonetika), pa tudi z Oddelkom za prevajanje in tolmačenje in Oddelkom za slavistiko.

## Priznanja in nagrade
Leta 1999 je bil prejemnik Študentske Prešernove nagrade Filozofske fakultete v Ljubljani, leta 2010 priznanja za nadpovprečno pedagoško delo Študentskega sveta FF UL, leta 2014 prav tako za pedagoško delo FF UL.

## Projekti
Vodil in zaključil je makedonsko-slovenski bilateralni projekt Fonetično-fonološke raziskave v makedonskem in slovenskem jeziku, ki je potekal leta 2012 in 2013. Dejaven je tudi na področju slovenskega izobraževanja srednjih šol, saj je bil od leta 2006 do 2007 tajnik komisije za splošno maturo za slovenščino, od leta 2013 do 2017 pa predsednik. Prav tako je bil predsednik komisije za tutorstvo na FF (2009-2015), komisije za študente s posebnimi potrebami na Univerzi v Ljubljani (od leta 2013), in pa 50. ter 51. Seminarja slovenskega jezika in kulture (2014, 2015). Organizira in vodi mednarodno fonetično konferenco Slavifon 2012, uredil je tudi znanstveno monografijo Aktualna vprašanja slovenske fonetike leta 2013.

## Konference
V letih 1999, 2003, 2010, 2013 je sodeloval na konferenci Istraživanja govora v Zagrebu in na mednarodni fonetični konferenci komisije za fonetiku in fonologijo v Pragi, Skopju, Ljubljani in Torunu.

## Članstva
Je član Mednarodne komisije za fonetiko in fonologijo slovanskih jezikov pri Mednarodnem slavističnem komiteju in pa Slavističnega društva Slovenije.